# 圣玛丽斯岛 (锡利群岛)
圣玛丽斯岛（英語：St Mary's）是英国西南部锡利群岛中最大的岛屿，长2.5英里（4.0），宽1.75英里（2.82）。2001年人口1,666人，约占整个锡利群岛人口的四分之三。最大城镇为位于西南岸的休镇，是锡利群岛政治、交通、经济和文化中心。旅游业发达。